# Adrian (patriarcha Moskwy)
Adrian, imię świeckie Andriej (ur. 2 października/12 października 1627, 1637 lub 1639 w Moskwie, zm. 16 października?/27 października 1700) – dziesiąty (de facto jedenasty) patriarcha moskiewski i całej Rusi, sprawujący urząd w latach 1690–1700.
Pierwsze wzmianki o Adrianie pochodzą z 1678, gdy był on już przełożonym moskiewskiego Monasteru Czudowskiego i nosił tytuł archimandryty. Był bliskim współpracownikiem patriarchy moskiewskiego i całej Rusi Joachima. W 1686 przyjął chirotonię biskupią i w tym samym roku został metropolitą kazańskim. W czasie zakończonej śmiercią choroby patriarchy Joachima w marcu 1690 tymczasowo zarządzał całym patriarchatem. Został wybrany na jego następcę dzięki protekcji Natalii Naryszkiny i poparciu większości duchowieństwa. Po swojej intronizacji przedstawił jako główne cele dalszej działalności walkę ze staroobrzędowcami, katolikami i protestantami. Konserwatysta, sprzeciwiał się ponadto wszelkim zmianom w państwie i w ustroju Kościoła, był przywiązany do tradycyjnej pobożności rosyjskiej, wrogo natomiast odnosił się do nowych prądów w myśli politycznej i literaturze.
Koncepcja nadrzędności Kościoła nad państwem, jaką popierał patriarcha, była sprzeczna z lansowaną przez cara Piotra I wizją włączenia Cerkwi w struktury państwowej administracji. Dlatego po 1696 doszło między nimi do konfliktu, w toku którego Adrian, ciężko chory, sukcesywnie zgadzał się na kolejne interwencje cara w życie wewnętrzne Kościoła, w tym na nominowanie przez niego biskupów wbrew woli patriarchy. W ostatnich latach życia hierarcha nie cieszył się niemal żadnym autorytetem wśród duchowieństwa, był publicznie krytykowany przez innych biskupów; szacunek straciła również sama Cerkiew jako instytucja.
Piotr I nie zjawił się na pogrzebie Adriana, zmarłego w 1700 wskutek drugiego wylewu. Po jego śmierci nie dopuścił do zwołania Soboru Lokalnego i wyboru nowego patriarchy, nominując locum tenens metropolitę riazańskiego Stefana, zaś w 1721 ostatecznie skasował patriarchat. Najwyższym organem zarządzającym Rosyjskim Kościołem Prawosławnym stał się kierowany przez świeckich oberprokuratorów Świątobliwy Synod Rządzący.

## Życiorys

### Data i miejsce urodzenia
Data urodzenia patriarchy Adriana nie jest dokładnie ustalona. Napis na jego nagrobku wskazuje bez wątpliwości 2 października jako dzień urodzin, jednak wiek w chwili śmierci był interpretowany jako 63 lub 73 lata, co oznaczałoby rok 1637 lub 1627. Obliczenia oparte na testamencie patriarchy z 1697 prowadzą z kolei do uznania daty 1639 jako roku jego urodzin. E. Bielakowa w Prawosławnej Encikłopiediji wymienia wszystkie trzy daty jako równie prawdopodobne. A. Kartaszow i metropolita Manuel (Lemieszewski) podają jedynie dwie późniejsze. Bogosłowskaja Encikłopiedija i A. Bogdanow wskazują z kolei na najwcześniejszą.
A. Kartaszow twierdzi, że Adrian pochodził z Moskwy. Inni autorzy twierdzą, że o życiu przyszłego patriarchy przed 1678 nie wiadomo nic i nie informują o miejscu jego urodzenia.

### Życie mnisze
Nieznany jest moment wstąpienia przyszłego patriarchy do stanu mniszego. Pierwsze wzmianki o nim pochodzą z 1678, gdy na mocy decyzji patriarchy Joachima został podniesiony do godności archimandryty i został przełożonym Monasteru Czudowskiego, gdzie wcześniej żył jako hieromnich. W czasie kierowania wspólnotą archimandryta Adrian zbudował w klasztorze nowy sobór Zwiastowania, ponadto zreformował regulamin wewnętrzny monasteru: zabronił wizyt zewnętrznych gości w poniedziałki, środy i piątki, zaś w soborze klasztornym nakazał wyznaczyć odrębne strefy dla mężczyzn i kobiet.
W czasie buntu strzelców archimandryta Adrian przeprowadził wymuszone postrzyżyny mnisze ojca carycy Natalii Naryszkiny, Kiriłła. W tym samym roku jesienią pośredniczył w kontaktach między patriarchą Joachimem a regentką Zofią Romanową, przebywającą w Ławrze Troicko-Siergijewskiej. W 1682 w imieniu patriarchy udał się do cara, by prosić o łagodne potraktowanie skazanych na śmierć strzelców. Już wtedy był bliskim współpracownikiem patriarchy moskiewskiego Joachima.

### Biskup
21 marca 1686 miała miejsce jego chirotonia na biskupa kazańskiego i swijaskiego, po czym natychmiast otrzymał godność metropolity. 28 marca był już w Kazaniu. Jako metropolita kazański napisał tekst polemiczny broniący wprowadzonego przez patriarchę Nikona nakazu składania trzech palców do znaku krzyża pt. O driewniem priedanii sw. Apostołow i sw. Otiec, kako podobajet wsiakomu prawosławnomu christianinu na znamienije kriesta i na lice swojem ruki swojeja piersty i kija słagati, i kako na siebie onyj (kriest) izobrażati. Jako zaufany współpracownik patriarchy Joachima w czasie jego ostatniej, zakończonej śmiercią choroby w marcu 1690 przebywał w Moskwie i de facto tymczasowo administrował całym patriarchatem. Joachim życzył sobie, by Adrian został jego następcą.
Adrian był jednym z dwóch, obok popieranego przez cara metropolity pskowskiego Marcelego najpoważniejszych kandydatów do objęcia opróżnionego tronu patriarszego. Miał opinię konserwatysty, podczas gdy Marceli uchodził za zwolennika reform. Był popierany przez carycę Natalię Naryszkinę i większość duchowieństwa, W czasie soboru ukazał się anonimowy donos zarzucający Marcelemu herezję, co przesądziło o wyborze Adriana. Piotr I nie był jeszcze na tyle silny, by przeciwstawić się tej decyzji. Siedem lat później, wspominając sobór, car pisał, że o przegranej Marcelego przesądził fakt, że nie odpowiadał on tradycyjnemu wyobrażeniu biskupa prawosławnego: znał języki obce, nosił krótką brodę, zaś jego woźnica siadał zwykle na koźle, nie na koniu. Marceli nie znalazł się wśród trzech kandydatów, spośród których dokonywano ostatecznego wyboru – byli to metropolita kazański Adrian, arcybiskup kołomieński i kaszyrski Nikita oraz Wincenty, przełożony Ławry Troicko-Siergijewskiej.
Metropolita kazański został wybrany na patriarchę 22 sierpnia 1690 i intronizowany dwa dni później. Zgodnie z tradycją początkowo odmawiał przyjęcia urzędu, twierdząc, że jest go niegodny. Ostatecznie zgodził się, zaś w przemówieniu wygłoszonym po intronizacji stwierdził, że za swoje główne zadania uważa walkę ze staroobrzędowcami, katolikami i protestantami. Adrian jako patriarcha sprzeciwiał się ponadto wszelkim zmianom w państwie i w ustroju Kościoła, był przywiązany do tradycyjnej pobożności rosyjskiej, wrogo natomiast odnosił się do nowych kierunków myśli politycznej i literatury. Jego poglądy w zakresie pozycji rosyjskiego Kościoła prawosławnego stanowiły powtórzenie koncepcji patriarchy Nikona – Adrian był przekonany o wyższości władzy duchownej nad świecką. Wkrótce po wyborze na najwyższy urząd w rosyjskim Kościele przesłał do duchowieństwa list z fragmentem wystąpienia patriarchy Nikona na soborze w 1654, w którym przedstawiona była ta właśnie koncepcja.

### Patriarcha moskiewski i całej Rusi

#### Walka z tendencjami prozachodnimi w Rosji

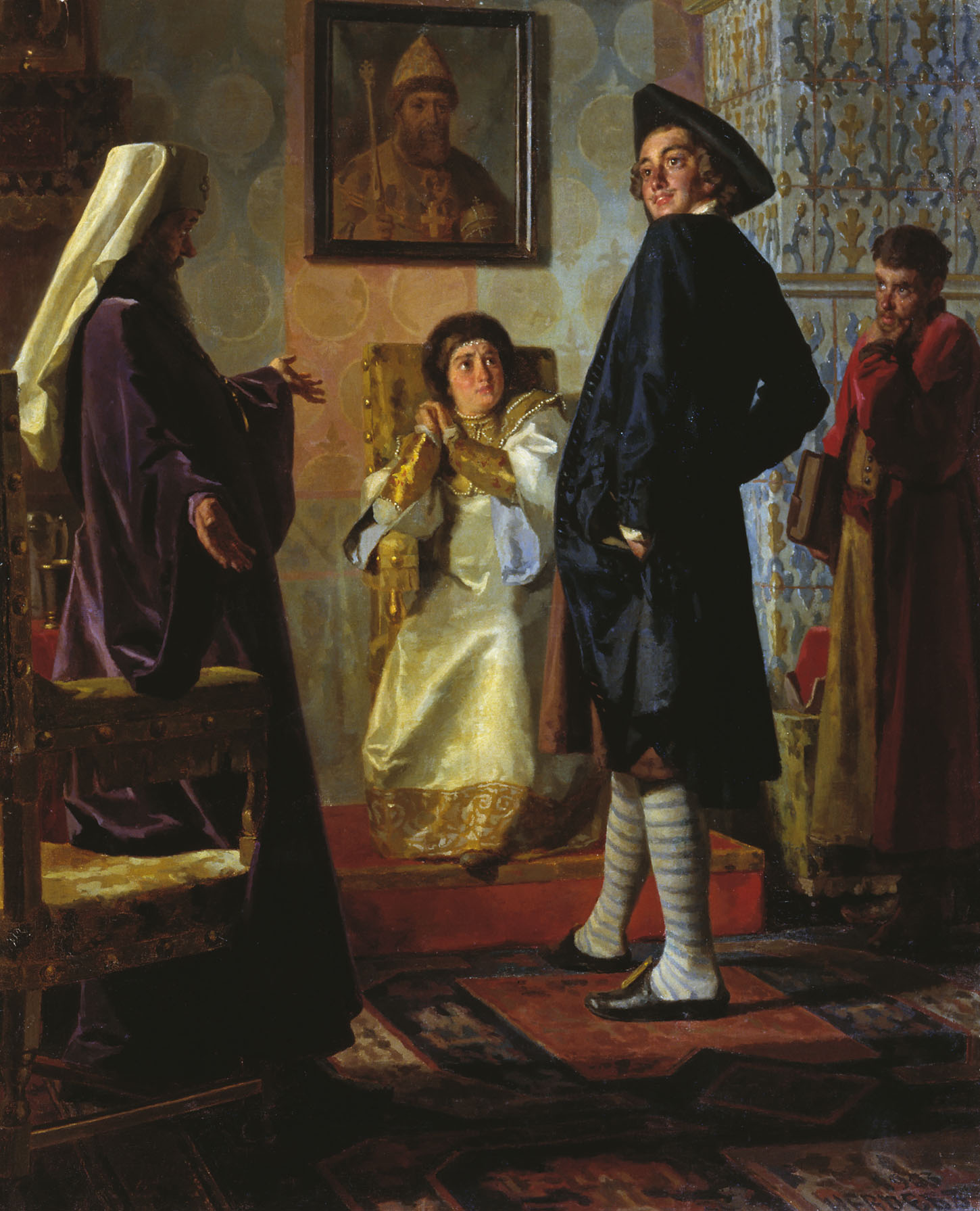
Piotr I ubrany w cudzoziemski strój pokazuje się swojej matce, nauczycielowi Zotowowi i patriarsze Adrianowi, obraz Nikołaja Niewriewa

Po objęciu urzędu patriarchy Adrian skierował do duchowieństwa, biskupów i wiernych 24 listy, w których nakazał zachowywanie wierności nauczaniu Kościoła prawosławnego i skrytykował napływające do Rosji obyczaje zachodnie, w tym golenie bród, ubieranie się na wzór europejski i palenie tytoniu. Biskupów wzywał do ukazywania wiernym osobistego przykładu i niedopuszczania do szerzenia się nauczania innych wyznań. Książętom i bojarom nakazywał kierować się w swoim postępowaniu sprawiedliwością boską, bronić pokrzywdzonych, nie zajmować bezprawnie ziem należących do klasztorów i cerkwi. Żołnierzy wzywał do wykonywania rozkazów, zaś dowódców – do ojcowskiego traktowania podkomendnych. W innym liście nakazał usuwać z cerkwi tych, którzy hołdowali zachodnim modom, problemowi golenia brody i wąsów poświęcił odrębny list pasterski, w którym uzasadniał konieczność noszenia zarostu, opierając się na Starym Testamencie i tekstach świętych teologów pierwszych wieków chrześcijaństwa. Podkreślał, że broda jest darem od Boga dla mężczyzn, zaś jej brak u kobiet wskazuje na ich niższość. Adrian starał się jednak zachowywać dobre stosunki z carem Piotrem I i dlatego tolerował jego zachwyt nad modą zachodnią. Patriarcha korespondował z monarchą i przyjmował go w pałacu patriarszym w Moskwie, a w 1698, na polecenie władcy, Cerkiew ufundowała dwa okręty.
W 1698 patriarcha przewodniczył dwóm soborom lokalnym. W tym samym roku Adrian wypędził z Moskwy braci Joannicjusza i Sofroniusza Lichudów, działając na prośbę patriarchy jerozolimskiego Dosyteusza II. Decyzja ta przyczyniła się do upadku Akademii Słowiańsko-Grecko-Łacińskiej. W tym samym roku patriarcha opublikował tekst, w którym apelował o kształcenie rosyjskich nauczycieli, by Rosjanie nie musieli uczyć się pod kierunkiem obcokrajowców. W 1700 kilkakrotnie spotykał się z carem, by rozmawiać na temat konieczności uzyskiwania przez rosyjskich duchownych wykształcenia wyższego. Za radą patriarchy Dosyteusza II Adrian zlecił kontynuację prac nad tłumaczeniem greckiej literatury teologicznej na język rosyjski. Również w 1698 Adrian przesłał list do starostów cerkiewnych, w którym zawarł szczegółowe wskazówki co do poprawnego odprawiania nabożeństw, wyglądu cerkwi, właściwego zachowania wiernych, stosunków ze staroobrzędowcami, relacji z lokalną świecką administracją. Podkreślał konieczność posługiwania się w praktyce liturgicznej wyłącznie poprawionymi księgami powstałymi po reformie Nikona oraz fakt, iż duchowieństwo nie podlegało sądom świeckim.
Adrian polecił rozbudować i na nowo ozdobić pałac patriarszy w Moskwie. Miało to miejsce w ostatniej dekadzie XVII w.. Szczególnie interesował się bieżącym życiem wewnętrznym metropolii kijowskiej. M.in. w 1694 zabronił greckim duchownym podającym się za biskupów, których święcenia nie mogły być zweryfikowane, odprawiania nabożeństw w cerkwiach na jej terenie, lecz skierował ich do monasterów. Korespondował również z arcybiskupem chołmogorskim Atanazym; odmówił jednak podporządkowania Monasteru Sołowieckiego jego jurysdykcji.

#### Konflikt z carem Piotrem I
Dopóki żyła Natalia Naryszkina, Adrian cieszył się jej protekcją, jednak od jej śmierci w 1694 roku stosunki między patriarchą i carem Piotrem I zaczęły układać się gorzej. Mimo to jeszcze w latach 1695–1696 hierarcha z uznaniem wypowiadał się o przeprowadzonym przez flotę rosyjską ataku na Azow (w ramach wojny rosyjsko-tureckiej).
21 lutego 1696 Adrian doznał wylewu, wskutek którego został częściowo sparaliżowany. Chociaż wrócił do zdrowia, od tego momentu praktycznie nie przeciwstawiał się już interwencjom cara w życie wewnętrzne Kościoła. Z tego powodu był krytykowany przez część współczesnego mu duchowieństwa.
W marcu 1697 Adrian spisał testament, w którym polecał carowi zachować wiarę swoich przodków. Przestrzegał również nad przeprowadzaniem reform w ustroju Kościoła, które zmieniłyby jego pozycję w państwie. Zdaniem Kartaszowa patriarcha nie rozumiał swoich czasów i zachodzących w nich zmian, dlatego potępiał wszystkie nowe zjawiska. Poglądy patriarchy i cara w kwestii wzajemnych relacji państwa i Kościoła wykluczały się, toteż ich konflikt był nieunikniony, chociaż Piotr I w bezpośrednich kontaktach z patriarchą zachowywał tradycyjny szacunek.
Wzajemne relacje cara i patriarchy pogorszyły się ostatecznie w 1698, gdy Adrian odmówił przeprowadzenia wymuszonych postrzyżyn mniszych żony cara Eudoksji Łopuchiny. Nie potrafił jednak wprost potępić żądania cara, lecz twierdził, że swoją decyzję umotywował możliwym sprzeciwem części moskiewskiego duchowieństwa. Zapytany przez cara o imiona tychże duchownych, wskazał jednego archimandrytę i czterech białych kapłanów, którzy zostali uwięzieni i poddani śledztwu. W latach 1698–1699, gdy Piotr zainicjował śledztwo w sprawie buntu strzelców, Adrian bezskutecznie nakłaniał cara do ułaskawienia skazanych na śmierć. Patriarcha, który zgodnie z tradycją udał się z ikoną do monarchy, by prosić go o wyrozumiałość, został przez niego przepędzony.

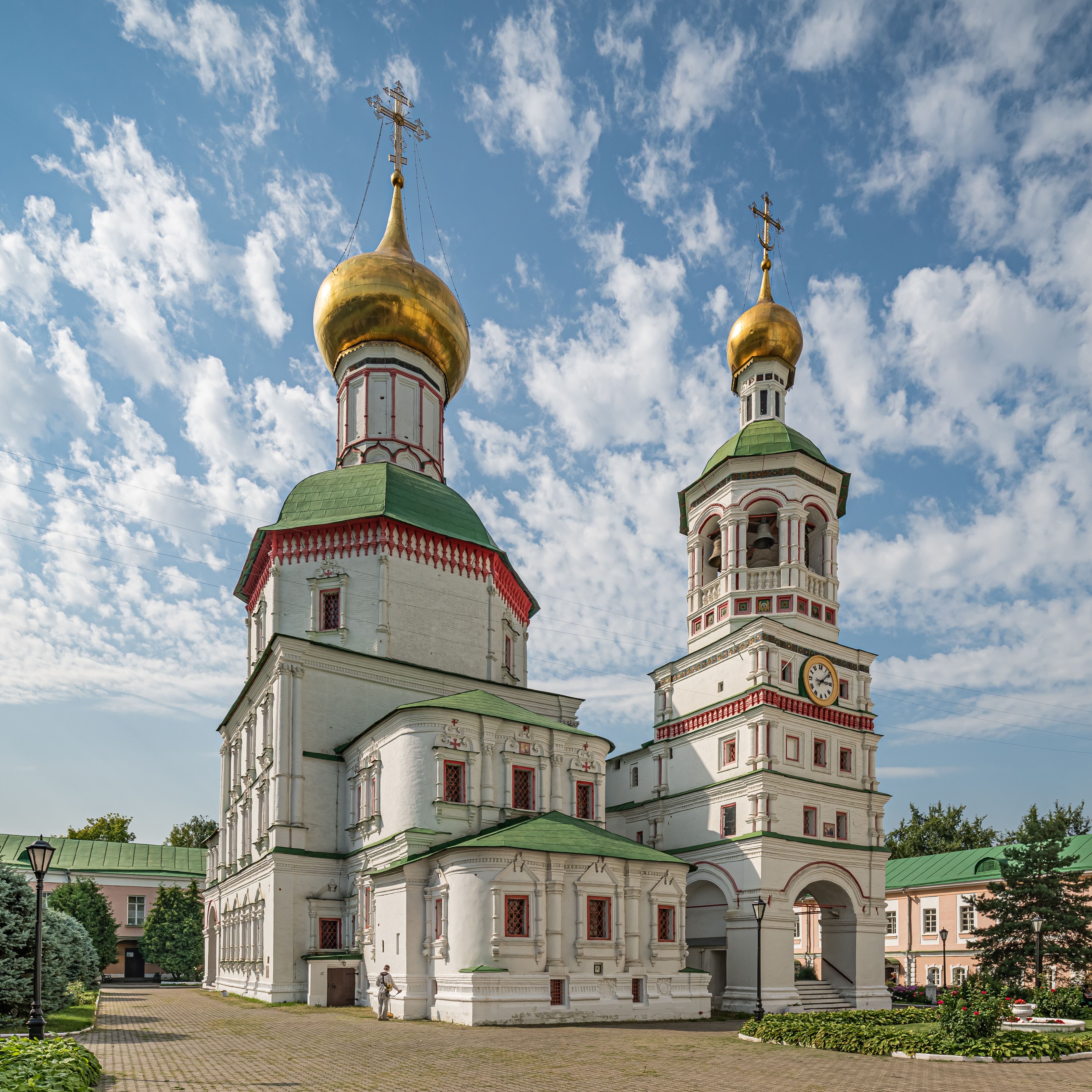
Monaster Pierierwinski, siedziba patriarchy w ostatnich latach jego życia

Zdrowie patriarchy stopniowo się pogarszało, w ostatnich latach sprawowania urzędu został przykuty do łóżka. Stałym miejscem jego pobytu stał się Pierierwinski Monaster św. Mikołaja w okolicach Moskwy. Po soborach lokalnych w 1698 schorowany hierarcha ostatecznie zaprzestał wykonywania swoich obowiązków i pozostając tytularnie zwierzchnikiem Kościoła rosyjskiego oddał jego faktyczny zarząd w ręce archidiakona Jony Grigorowa i osobistego sekretarza, hieromnicha Kariona (Istomina). Nie miał już wpływu na nominacje biskupie, o których jednoosobowo decydował car. Piotr Wielki nie zgodził się m.in. na przeniesienie arcybiskupa chołmogorskiego Atanazego na katedrę kruticką, forsując kandydaturę dotychczasowego arcybiskupa niżnonowogrodzkiego Tryfiliusza. Protesty Adriana były bezskuteczne. Nie wszystkie nominacje były jednak całkowicie niezgodne z wolą patriarchy. O ile car przeforsował swoją wolę w sprawie arcybiskupa Atanazego, jak również zdecydował o mianowaniu metropolitą riazańskim przybyłego z Ukrainy Stefana (Jaworskiego), nie protestował również przeciwko powierzeniu katedr tambowskiej i nowogrodzkiej zwolennikom Adriana – Ignacemu i Eutymiuszowi. W ostatnich latach życia hierarcha nie cieszył się niemal żadnym autorytetem wśród duchowieństwa, był publicznie krytykowany przez innych biskupów.
W 1700 patriarcha został uwikłany w sprawę Grigorija Talickiego, autora ulotek głoszących, iż Piotr I był w rzeczywistości wcieleniem antychrysta i powinien zostać usunięty z tronu. Talicki był popierany przez protegowanego Adriana, metropolitę tambowskiego Ignacego. Aresztowany i poddany torturom Talicki stwierdził, że działał na polecenie tego właśnie hierarchy. Piotr I zażądał od patriarchy, by pozbawił Ignacego wszystkich godności duchownych i przeniósł go do stanu świeckiego, co umożliwiłoby postawienie go przed zwykłym sądem. Adrian nie potrafił podjąć żadnej decyzji w tej sprawie – nie poparł ani cara, ani Ignacego.
W 1700, po wprowadzeniu w Rosji nowej rachuby lat, analogiczny system (liczenie od 1 stycznia, nie zaś od września) został wprowadzony w Kościele. Wówczas też zrezygnowano z tradycyjnego zwyczaju wjazdu patriarchy do Moskwy na ośle w dzień święta Wjazdu Chrystusa do Jerozolimy. Według innego źródła zwyczaj ten został zarzucony już wcześniej, między rokiem 1694 a 1696. Również w 1700 Piotr I powołał do życia komisję, której celem było opracowanie nowego statutu Rosyjskiego Kościoła Prawosławnego, likwidującego przywileje sądowe i podatkowe Cerkwi. Nie chcąc do tego dopuścić, patriarcha wydał zbiór postanowień książąt ruskich odnoszących się do Kościoła, potwierdzających jego autorytet i nienaruszalność majątku cerkiewnego.
13 października 1700 Adrian doznał drugiego wylewu, który całkowicie go sparaliżował. Żył jeszcze trzy dni, zdolny jedynie do poruszania lewą ręką i mrugania lewym okiem. Zmarł 16 października 1700 i został pochowany w soborze Zaśnięcia Matki Bożej na Kremlu moskiewskim. Piotr I nie uczestniczył w uroczystościach pogrzebowych, chociaż w obozie pod Narwą, gdzie przebywał, odpowiednio wcześnie otrzymał informację o zgonie duchownego. Był to jedyny taki przypadek w historii Patriarchatu Moskiewskiego. Zajęty wojną car nie podjął również kwestii wyboru nowego patriarchy, wskazując jedynie locum tenens – metropolitę riazańskiego Stefana.
Patriarcha Adrian mógł być autorem tekstów nabożeństw do świętych Donata, Hipacego, Daniela Moskiewskiego i Daniela Perejasławskiego.
Bierność Adriana i niezdolność do przeciwstawienia się niekorzystnym dla Cerkwi posunięciom cara nisko oceniła część historyków, choć wątpliwości nie budzi przy tym osobista pobożność hierarchy. Taka postawa patriarchy (częściowo wywołana chorobą) sprawiła, że autorytet Kościoła prawosławnego, wcześniej umocniony za sprawą działań patriarchy Joachima, podupadł ponownie.